# أنتوني براون (فيكونت مونتاجو الأول)
أنتوني براون هو فيكونت مونتاجو الأول، وُلد في 29 نوفمبر 1528 وتوفى في 19 أكتوبر 1592، وكان من طبقة النبلاء الإنجليزيين، وحاصل على مرتبة فرسان الرباط

## السيرة الذاتية
كان أنتوني براون هو الأكبر من ستة أبناء للسير أنتوني براون الأب من زوجته الأولى أليس غيج ابنة السير جون غيج